# Kahn (Falken)
Der Kahn ist ein heute größtenteils bewaldeter Berg der Falkener Platte im Westen Thüringens. Er liegt auf der Gemarkung des Treffurter Stadtteils Falken im nordwestlichen Teil des Wartburgkreises und zählt zum Naturpark Eichsfeld-Hainich-Werratal. An der Südwestspitze des Berges befindet sich ein Aussichtspunkt mit Panoramablick zum Heldrastein und über das Treffurter Werratal. Das Bergplateau besitzt eine Gipfelhöhe von 321,7 m ü. HN und war im Mittelalter großflächig gerodet, Ackerterrassen und Wölbäcker sind noch gut im Wald erkennbar. Gegenwärtig werden noch Splitterflächen als Weide und Obstplantage landwirtschaftlich genutzt. In östlicher Richtung schließt sich der Goldberg an.